# Paul de La Boulaye
Paul Antoine de La Boulaye (Bourg-en-Bresse, 1849 – Moulins, 1926) è stato un pittore francese.

## Biografia
Paul de La Boulaye era figlio di Eugène Georgette du Buisson de La Boulaye (1810-1888) e di Adrienne de Graindorge d'Orgeville de Mesnil-Durand (1811-1859). Suo nonno paterno Jean Baptiste Georgette du Buisson (1781-1856), visconte de La Boulaye, era stato segretario generale della casa del re e in seguito intendente della lista civile e deputato nel periodo della Restaurazione; Luigi XVIII lo nominò visconte ereditario nel 1820. La famiglia materna era una famiglia di ufficiali militari.
Allievo di Léon Bonnat, si specializzò in quadri di genere, ritratti, soggetti storici e religiosi.
Due sue tele del 1884 (La mère Auberger e Le baptême de l'orphelin) sono esposte al museo Anne de Beaujeu a Moulins.
Espose al Salon dal 1873 una serie di opere religiose: (David, Martyre, Adoration des bergers). 
Col tempo i suoi quadri si orientarono vieppiù verso temi regionali, dapprima della Bresse (Au sermon, Souvenir de la Bresse, 1879), in seguito del Borbonese (Le baptême bourbonnais, 1884), nei quali i suoi personaggi indossano dei costumi locali e hanno la fisionomia della gente del luogo. Si può notare, in particolare, la rappresentazione del cappello "bourbonnais", che ha una visiera davanti e una dietro.. I suoi soggetti, allora, divennero chiaramente paesani e contadini.
Nella seconda metà dell' '800 la sua pittura evolvette verso una forma di accademismo e si rivolse ai valori del lavoro e all'ordine morale della società.
La Boulaye fu ricompensato delle sue fatiche in occasione dell'Expo del 1889 per la tela Les marchandes de volailles de Bresse e ricevette una medaglia.

Nel 1881 sposò Constance Chabot (1857-1895), di una famiglia di notabili bourbonnais, il cui padre era stato il sindaco di Toulon-sur-Allier. Constance gli diede un figlio. Questo suo matrimonio lo avvicinò ai Bourbonnais, ai quali egli dovrà in seguio una parte notevole della sua ispirazione (La Mère Auberger che rappresenta la tradizione, Le Baptême de l'orphelin, Le Chapeau bourbonnais).
Paul de La Boulaye morì a Moulins all'età di 77 anni.
Sua nipote, Chantal de Vigan, fu anch'ella una pittrice con il nome di Chantal de Moulin-Vigan.

## Opere scelte
- La Mère Auberger, olio su tela,(1884)[1]
- Le Baptême de l'orphelin, olio su tela, (1884)
- David
- La Martyre
- Adoration des bergers, olio su tela. Quest'opera è stata classificata monumento storico nel 2011.[2] Si trova nella chiesa di "Saint-Martin de Coligny". Ricorda lo stile caravaggesco, per l'uso del chiaro-scuro.[3].
- Sainte Jeanne d'Arc, olio su tela,(1909)
- Elégante à la cape rose (1893)
- L'Orientale, olio su tela.
- Le Chapeau bourbonnais.[4]
- Jeune Orientale Accoudée, olio su tela, (1891)
- Jeune fille nue, olio su tela.
- Femme à l'Epée, (1909)[5]
- Santa Giovanna d'Arco

## Galleria d'immagini

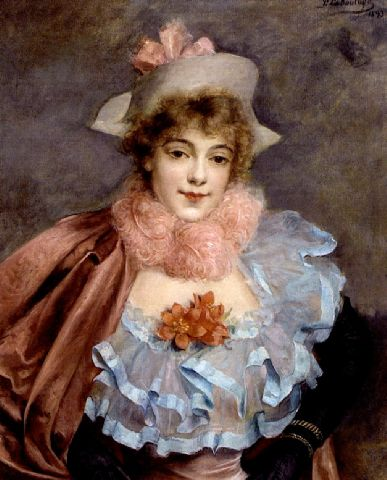
Dama con la mantella rosa, 1893
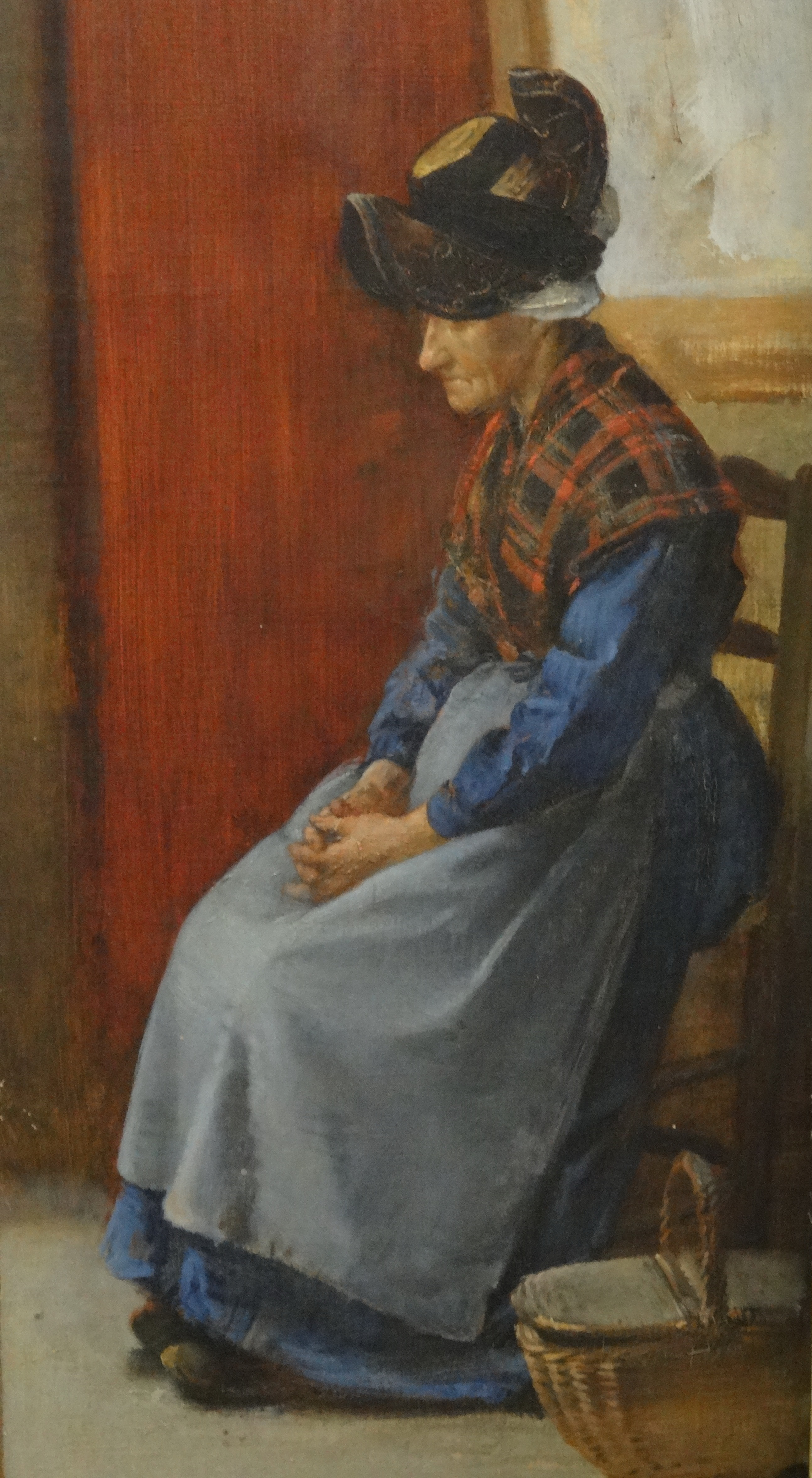
Il battesimo dell'orfanello,1884
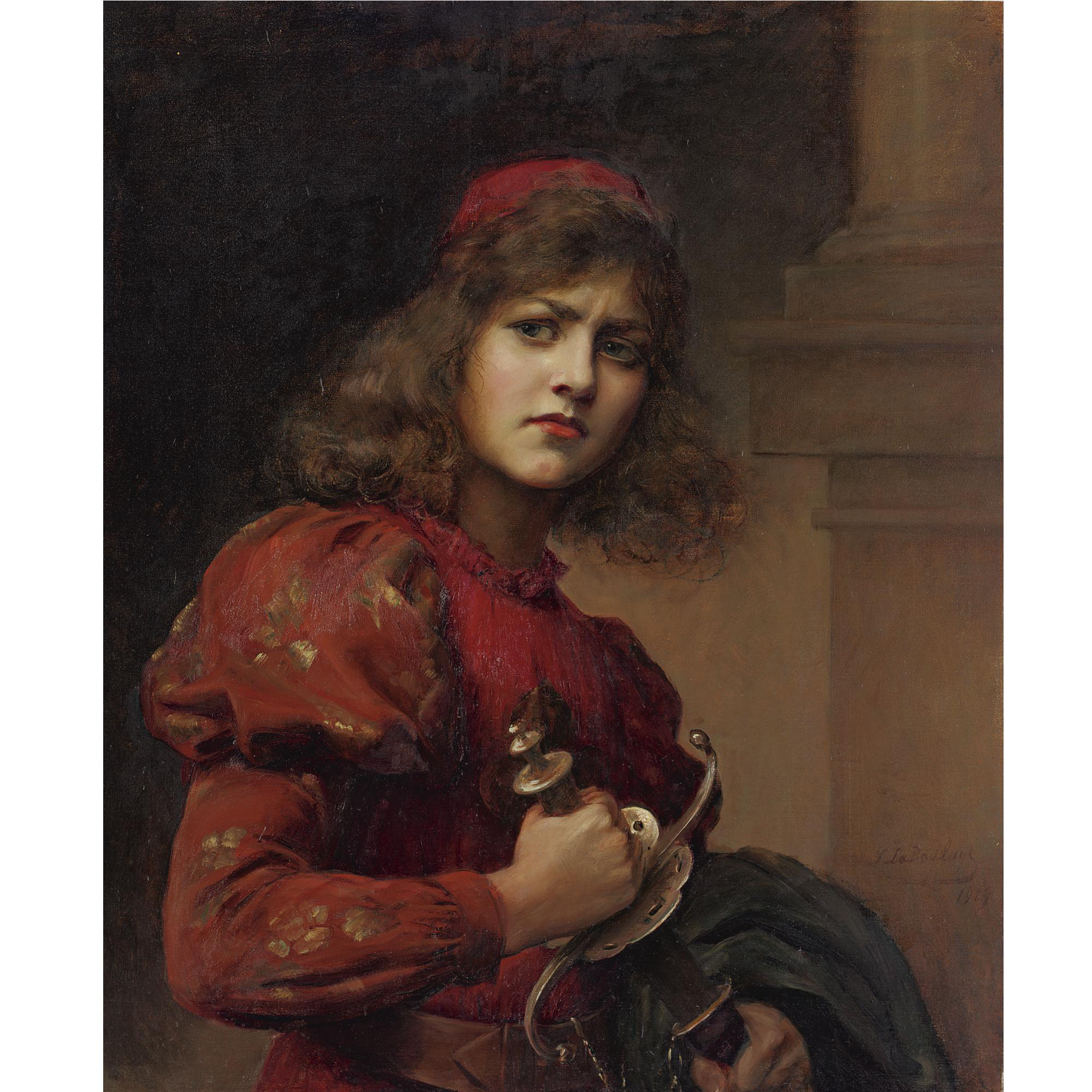
Giovanna d'Arco, 1909